# 대청윤
대청윤(大淸允, ?~?)은 발해의 왕자이다.

## 생애
791년 8월, 부왕인 발해 문왕의 명에 따라 당나라에 하정사로 파견되었으며, 당나라로부터 우위장군동정(右衛將軍同正)을 받았다.

## 참고 자료
- 유, 득공 (1784). 《발해고》. 신고(臣考).